# 塞利恩特嶺
78°8′S 163°0′E / 78.133°S 163.000°E
塞利恩特嶺（英語：Salient Ridge）是南極洲的山嶺，位於維多利亞地的斯科特海岸，處於塞利恩特冰川南岸，屬於皇家學會嶺的一部分，長11公里，現時由南極條約體系管理。